# 穂積マヤ
穂積 マヤ（ほづみ まや、1989年4月24日 - ）は、日本のAV女優。ファイブプロモーション所属
身長:161cm。スリーサイズ:B85(C-70)・W64・H90cm。血液型:A型。

## 略歴・人物
2011年にAVデビュー。出演作の大半がオムニバスや複数女優出演作品の企画女優である。

## 出演作品

### アダルトDVD
2011年
- BFF ブルマフェチフェスティバル vol.8（9月16日、RISING）
- 若妻訪問販売員 まや（11月13日、オーロラプロジェクト）
- ザ・面接 VOL.123 ズボ汁 伝染 逆面接 上品なおクチでジュル咥え（11月15日（レンタル）／2012年4月27日（セル）、アテナ映像）
- 街角ガールズ 「あなたのキス顔を見せて下さい」てなぐあいでナンパしちゃいました。 5（12月8日、SWITCH）
- 羞恥! 彼氏連れ素人娘をマシンバイブでこっそり攻めまくれ! 3 素人VSマシンバイブ 激安居酒屋にマジックミラー特設スタジオを設置 剛毛変態姉妹編（12月22日、サディスティックヴィレッジ）

2012年
- 働くオンナ獲り 〜タイトスーツの巨乳OLをハメ廻せ!!〜 vol.12 西新宿 巨乳OL編（1月1日、プレステージ）
- OLの黒ソックス オフィスレディ8人のショート・ストッキング（1月5日、フリーダム）
- 足裏パラダイス（1月19日、稀有）
- イジメッシー 3（2月3日、アキバコム制作部）
- ナースの下半身検診（2月5日、フリーダム）
- トライアングルバトル －混迷の3WAYマッチ－ Vol.1（2月10日、アキバコム制作部）
- スケベ熟女愛液べっちょり指ずぼオナニー（3月16日、熟オナ専科）
- あしのうらでチャレンジ! 1（3月30日、アキバブロードバンドビジョン）
- 姉貴の友達に… 〜痴女られた俺〜（7月5日、スティルワークス）
- 超選抜!! 1/9 国民的アイドルに南国で何度も中出ししよう 2♥ ♥わたしたちと赤ちゃん作らない…?♥ 235分スペシャル（8月9日、SODクリエイト）
- 敏感すぎてゴメンナサイ! 妊娠検査に来たJKが産婦人科医の「治療」と称した媚薬、電流責めで痙攣絶頂! 生姦中出し! 4（9月6日、アイエナジー）
- 超選抜!! 国民的アイドルユニットとお忍び温泉旅行で何度も中出ししよう♥ ♥おっしゃぁ〜イクぜぇ〜! in 湯けむり孕ませ大乱交SP♥（10月6日、SODクリエイト）
- 個室ビデオ店にAVJを派遣します（10月27日（レンタル）／11月16日（セル）、クリスタル映像）
- Girls Talk 022 人妻が女子大生を愛するとき…（11月15日、プラム）
- HEROINE INSULT　最強の敵ウルギアスVSスーパーヒロインズ（11月23日、GIGA）
- 超選抜!! 国民的アイドルユニットに何度も中出ししよう♥ ♥〜会えるだけじゃつまらない!推しメンに夢の中出しファン感謝祭〜♥（12月6日、SODクリエイト）
- ノーパンパンストEROS 4（12月15日、ジャネス）
- 極上のM性感 フェザータッチ回春エステ手コキサロン（12月15日、ジャネス）
- パンスト手コキで5分以内に男をイカせられるか!? 20人の挑戦（12月20日、稀有）

2013年
- ギリエロ!下乳ダンサー!!（女子校生ver）（1月5日、ジャネス）
- ベロ中毒2013 〜唾液・接吻・手淫責め〜（1月5日、フリーダム）
- 女子校生が失禁する程のくすぐり（1月19日、コチョ）
- メコスジ!クイコミ! 制服コレクション（1月20日、未来 フューチャー）
- ブルマ女子校生 電気あんま倶楽部（1月24日、稀有）
- 我慢しきれずにエステティシャンにキスしちゃった、ほっとかれ美人妻（2月7日、東京ティンティン+） ※セルDVD特典映像に出演（本編はエキストラ出演）
- パンスト直穿きオナニー 4（2月25日、ジャネス）
- パンストつま先足裏フェチズム 3（3月5日、ジャネス）
- 限界マエバリ! ヌギヌギ全裸オイリーダンス（3月5日、未来 フューチャー）
- 強姦銭湯 男湯でも女湯でも輪姦された私（3月13日、MOODYZ）
- パンスト パラダイス 2（4月15日、ジャネス）
- 心も体も満たす… 魅惑のエステサロン（4月25日、サイドビー）
- エロエロお姉さんの艶色パンストで足責め&足コキ 4（5月15日、ジャネス）
- メンズパンスト!パンスト穿いて直穿き娘とパンスト三昧 3（5月25日、ジャネス）